# Rudolf Stüssi

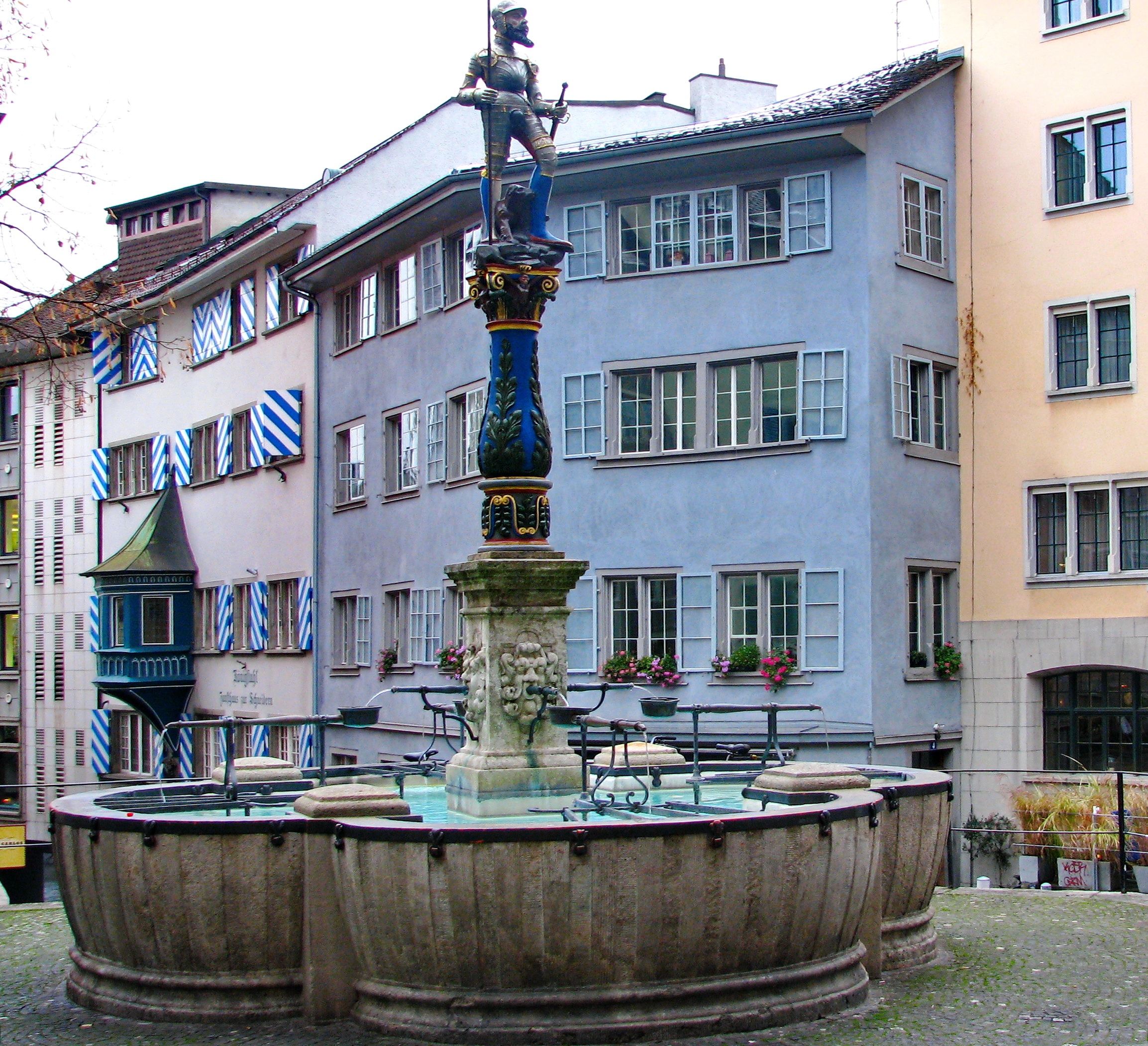
Fontaine avec une statue de Stüssi sur la Stüssihofstatt.

Rudolf Stüssi, né à une date inconnue et mort le 22 juillet 1443 à Zurich, est une personnalité politique et un diplomate suisse. Il est connu pour avoir été le bourgmestre de la ville de Zurich de 1430 à 1443.
Ses ambitions expansionnistes pour Zurich furent à l'origine de l'Ancienne guerre de Zurich (1440-1446).

## Biographie

### Bourgmestre de Zurich
Le père de Stüssi était originaire de Glaris avant de devenir un citoyen de Zurich en 1375, puis d'être élu aux offices de Zurich en 1388.
Rudolf est lui, élu aux offices de la ville en 1414, puis à celle de Männedorf en 1415 et de Höngg en 1417. Il devient en 1424, un ambassadeur zurichois auprès de la Confédération des VIII cantons, puis est élu à la diète fédérale de la ville en 1426. Un an plus tard, il devient intendant des Freie Ämter de Zurich.
Il devient ensuite le nouveau bourgmestre la ville en 1430, et ce jusqu'à sa mort. Il vécut dans une maison (plus tard appelée la Stüssihofstatt), située à 100m au nord-est de la Rathaus (mairie de la ville).
En 1433, il part pour Rome pour représenter Zurich et se faire adouber par l'empereur romain germanique Sigismond Ier.

### Ancienne guerre de Zurich
Durant son mandat, Stüssi tenta d'étendre le rôle et l'influence de sa ville. En 1436, le comte Frédéric VII de Toggenbourg meurt sans testament ni héritier. Le canton de Zurich, avec Stüssi à sa tête, réclame ses terres parsemées (situées sur des parties des actuels cantons de Saint-Gall, d'Appenzell, des Grisons, de Schwytz, ainsi qu'au Vorarlberg, en actuelle Autriche), tout comme Schwytz et Glaris qui lui déclarent donc la guerre le 20 avril 1440 (appelée plus tard l'Ancienne guerre de Zurich).
En 1442, Stüssi s'allie avec l'empereur Frédéric III contre la Confédération des VIII cantons.
Il meurt tué le 22 juillet 1443 à la Bataille de Saint-Jacques sur la Sihl, alors qu'il défendait héroïquement un pont sur la Sihl pour couvrir la retraite de l'armée zurichoise. Deux versions différentes parlent de sa mort. Selon les chroniqueurs, il aurait été assassiné par un complice caché sous le pont, tandis que d'autres sources affirment que Stüssi se serait arrêté au milieu du pont en criant: « Halte, citoyens, halte! », ce à quoi aurait répondu l'un d'entre eux « Que Dieu te froudroie! Tout ce mal vient de toi seul » avant de le planter à l'aide de sa lance.

## Galerie

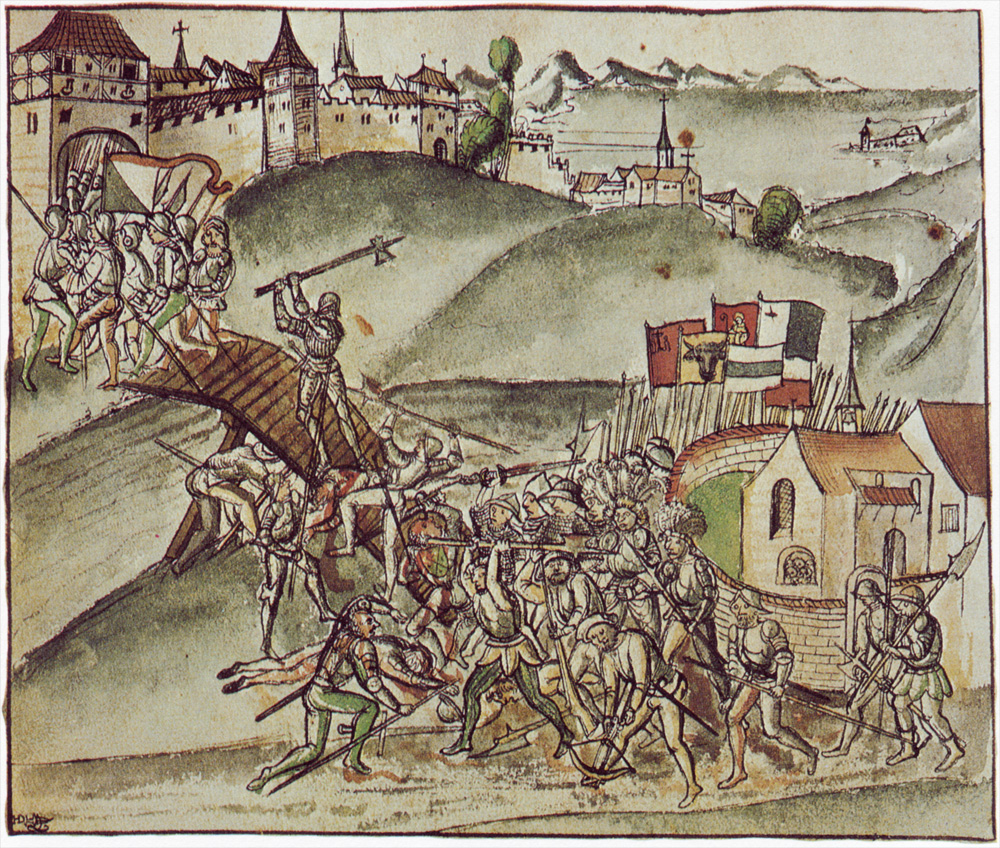
Stüssi défendant le pont de la Sihl (Chronik des Alten Zürichkriegs de Werner Schodoler, 1514)
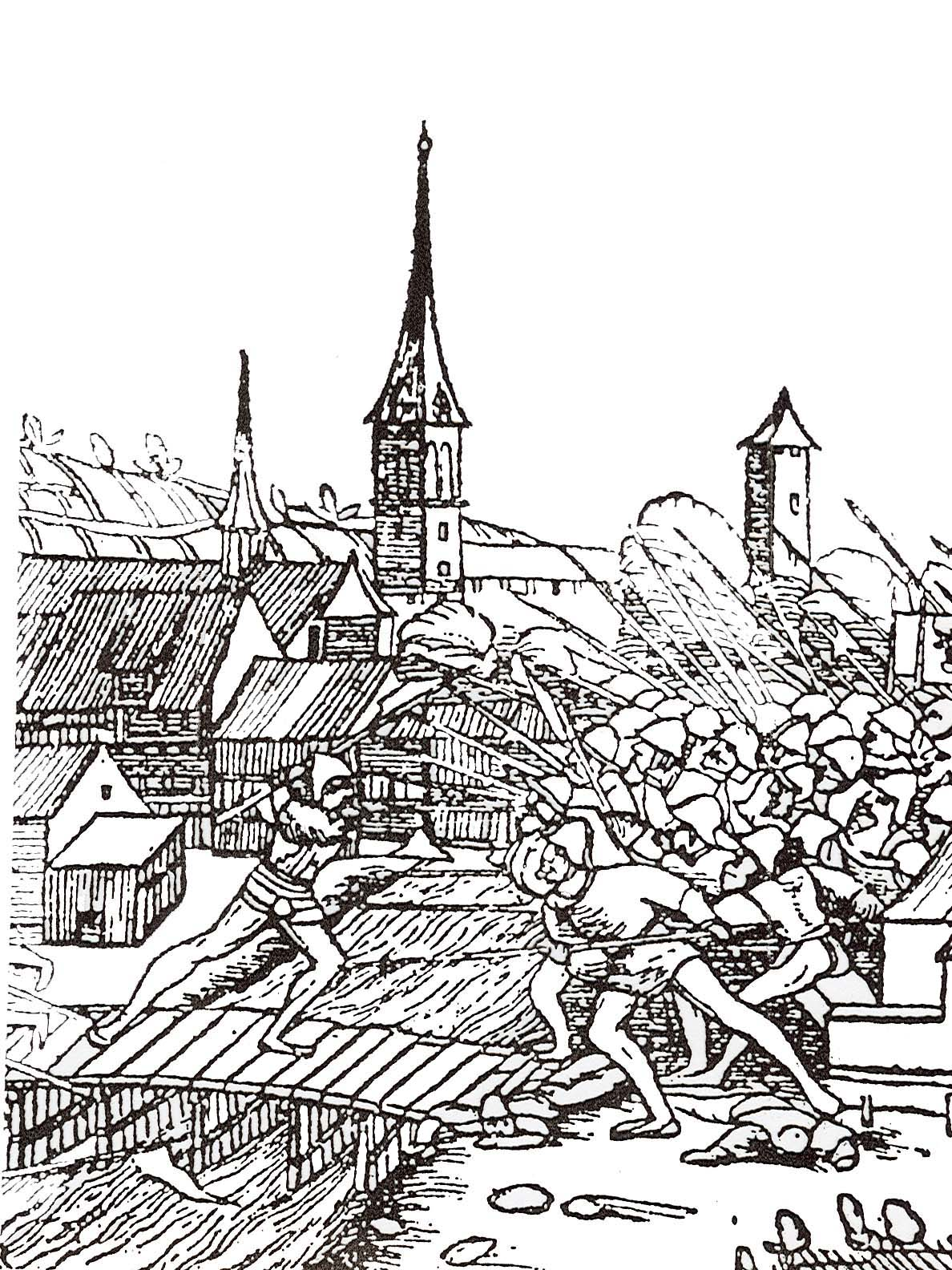
Stüssi défendant le pont de la Sihl (Stumpfschen Chronik)
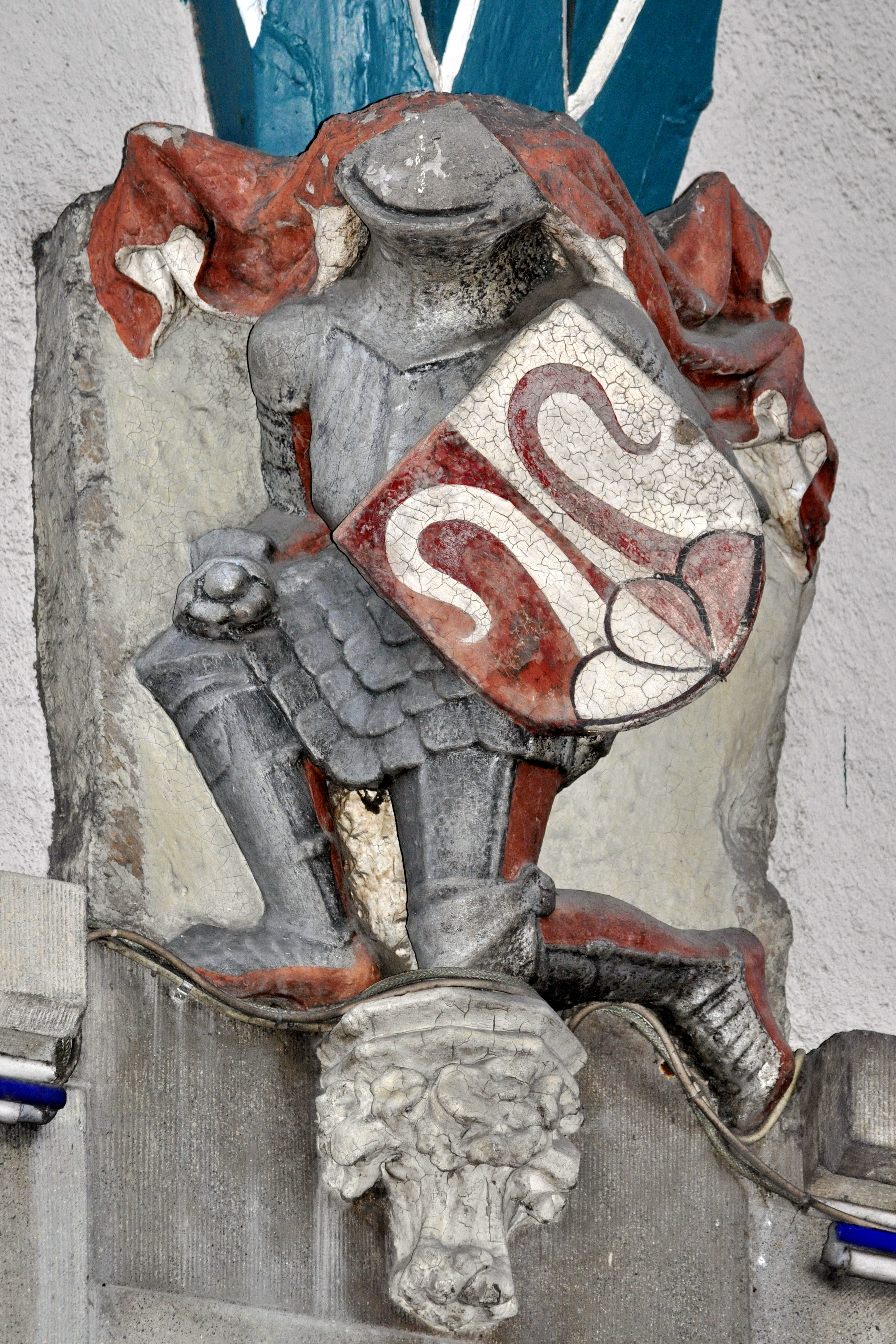
Représentation de Rudolf Stüssi sur la maison « Königstuhl »
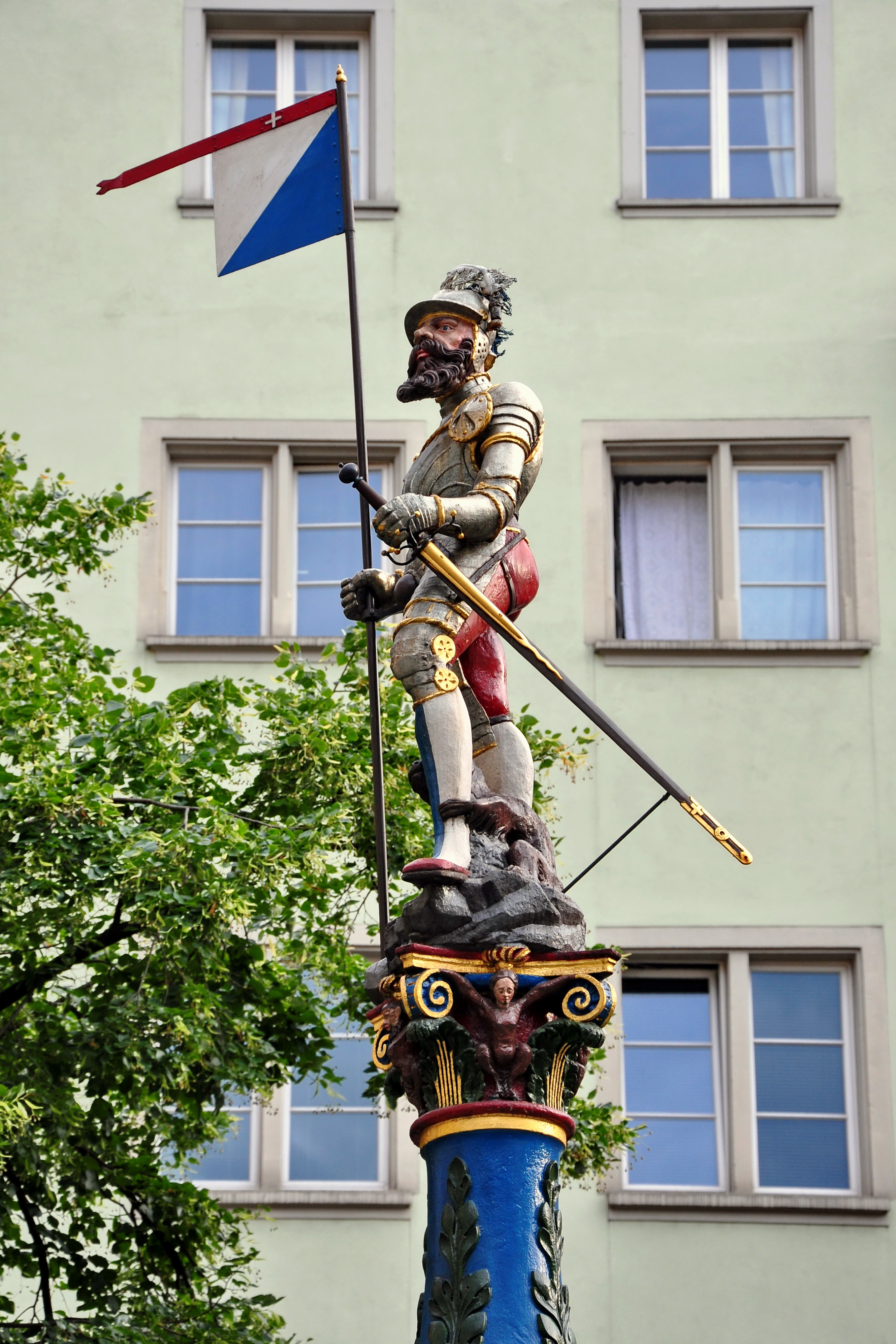
Statue de Rudolf Stüssi
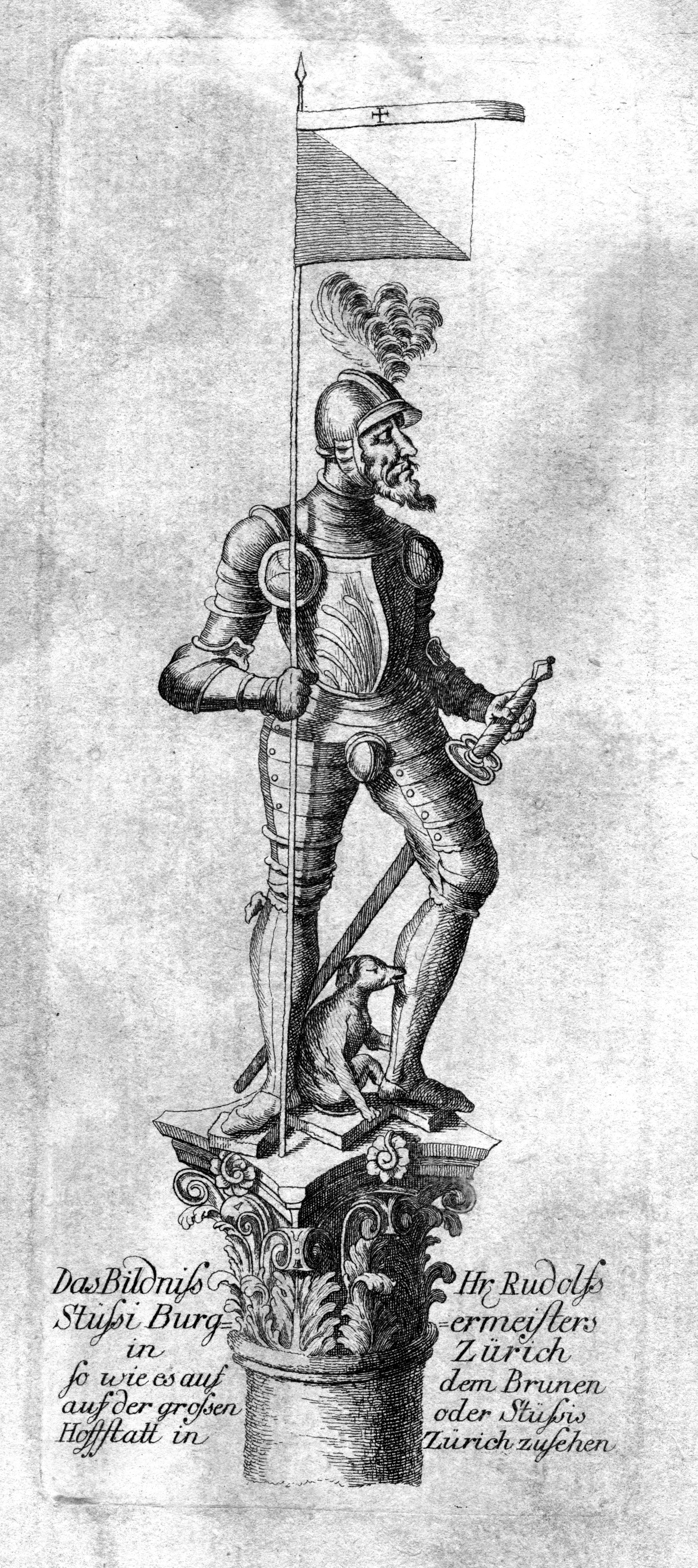
Vue ancienne du Stüssibrunnen
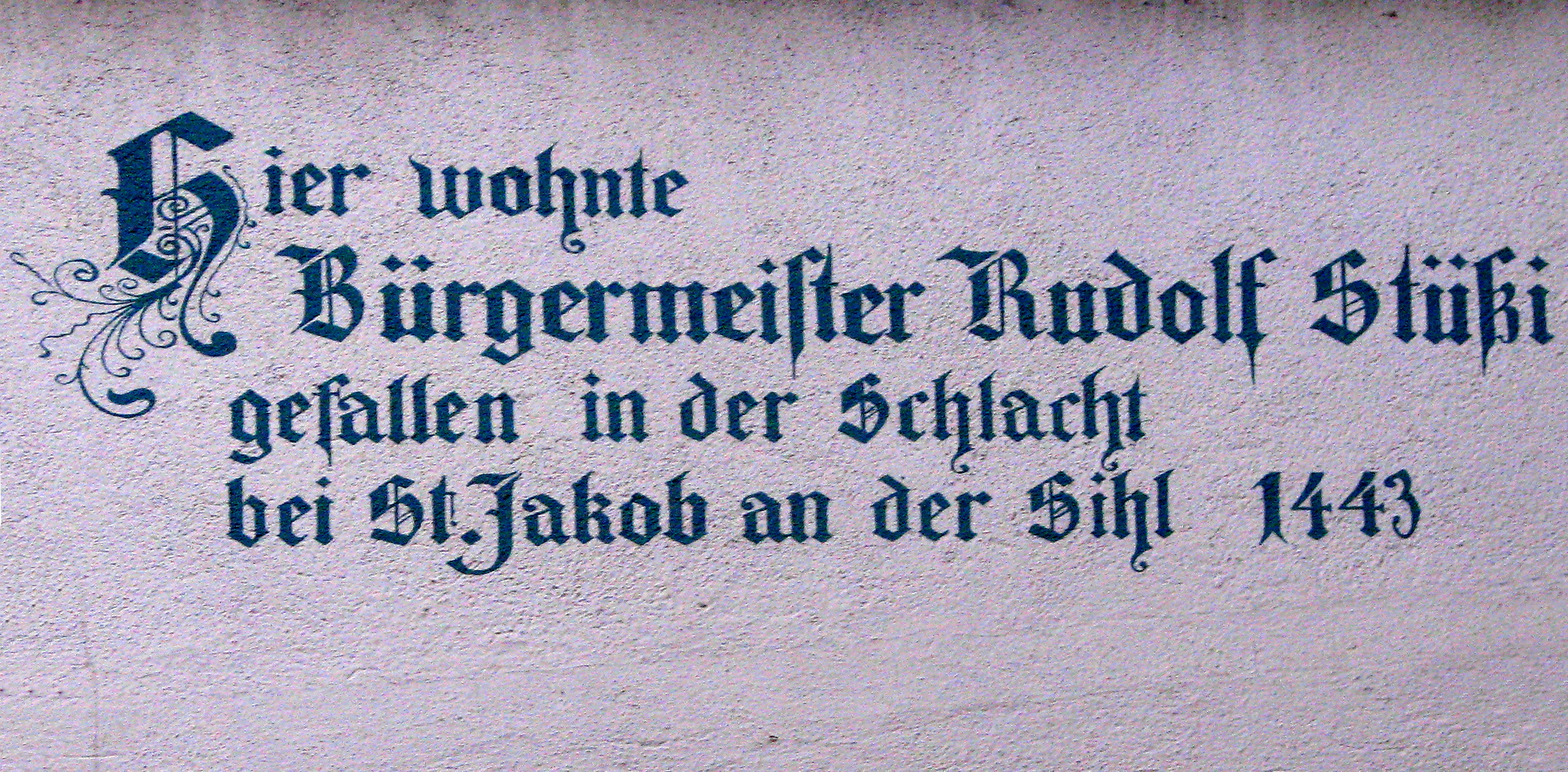
Inscription sur la maison «Königstuhl»